# Łyżwiarstwo szybkie na Zimowych Igrzyskach Azjatyckich 1999
Łyżwiarstwo szybkie na Zimowych Igrzyskach Azjatyckich 1999 rozegrane zostało w południowokoreańskiej prowincji Gangwon. Mężczyźni rywalizowali w pięciu konkurencjach, kobiety zaś w czterech.
Łyżwiarstwo szybkie w programie tych zawodów pojawiło się czwarty raz.

## Klasyfikacja medalowa
| Klasyfikacja medalowa | Klasyfikacja medalowa | Klasyfikacja medalowa | Klasyfikacja medalowa | Klasyfikacja medalowa | Klasyfikacja medalowa |
| Miejsce               | Reprezentacja         | Złoto                 | Srebro                | Brąz                  | Razem                 |
| --------------------- | --------------------- | --------------------- | --------------------- | --------------------- | --------------------- |
| 1                     | Chiny                 | 3                     | 3                     | 3                     | 9                     |
| 2                     | Japonia               | 3                     | 2                     | 4                     | 9                     |
| 3                     | Korea Południowa      | 2                     | 4                     | 2                     | 8                     |
| 4                     | Kazachstan            | 1                     | 0                     | 0                     | 1                     |
| Razem                 | Razem                 | 9                     | 9                     | 9                     | 27                    |

## Medaliści
| Konkurencja  | 1. miejsce         | 2. miejsce        | 3. miejsce       |
| ------------ | ------------------ | ----------------- | ---------------- |
| Mężczyźni    |                    |                   |                  |
| 500 metrów   | Shoji Kato         | Jegal Seong-ryeol | Kazuya Nishioka  |
| 1000 metrów  | Choi Jae-bong      | Lee Kyu-hyeok     | Jeon Joo-hyeon   |
| 1500 metrów  | Choi Jae-bong      | Jeon Joo-hyeon    | Hiromichi Ito    |
| 5000 metrów  | Radik Bikczentajew | Mun Jun           | Kazuki Sawaguchi |
| 10000 metrów | Toshihiko Itokawa  | Liu Guangbin      | Mun Jun          |
| Kobiety      |                    |                   |                  |
| 500 metrów   | Xue Ruihong        | Yang Chunyuan     | Wang Manli       |
| 1000 metrów  | Xue Ruihong        | Yang Chunyuan     | Li Xuesong       |
| 1500 metrów  | Song Li            | Kanae Kobayashi   | Aki Narita       |
| 3000 metrów  | Aki Narita         | Yuri Horikawa     | Song Li          |